# Mathias Bjugg
Mathias Jacob Bjugg, född 20 mars 1751 i Åhus, där fadern var pastor, död 22 november 1807, var tullförvaltare i Enköping och poet.  
Som diktare beundrade Bjugg Thomas Thorild och försökte efterlikna denne. År 1789 gavs Bjuggs kväde Skaldedigt öfver Sverige ut, vilket inspirerats av Rudbecks Atlantica. Det följdes av Allmaktens låf, ode 1790; Sagobrott öfver Fornsaga 1792 och Saga i Atland 1792, vilka alla var mycket speciella och enligt Thorilds träffande uttryck: "ohärmliga mästerstycken i det alldeles rasande".
Bjuggs diktning kritiserades av samtiden och i Stockholms-Posten förlöjligades och hånades den. P.D.A. Atterbom karakteriserade Bjugg som "den förryckte, men i sin förryckthet till en viss grad genialiske tullnären i Enköping", och beskrev följande skillnad mellan honom och en av hans själsfränder: "Bager uppnådde, af ren naturell, det yttersta af platthet; Bjugg uppnådde, genom en blandning af naturell och åt det sublima riktad sträfvan, det yttersta af svulst."
Han gifte sig 1778 med Lisa Pihlman. År 1788 befordrades Bjugg till accisskrivare i Enköping och avancerade 1793 till tullnär vid Raumo tullkammare i Finland. 1807 fick han avsked med pension och avled 22 november 1807. Det sena 1800-talets forskare upptäckte att det fanns psykisk sjukdom i Bjuggs familj.